# Турска на Летњим олимпијским играма 2024.
Турска је учествовала на Летњим олимпијским играма 2024. у Паризу од 26. јула до 11. августа 2024. године. Од званичног дебија нације 1908. године, турски спортисти су се појављивали на сваком издању Летњих олимпијских игара, осим у три наврата: Антверпен 1920. због санкција Централним силама укључујући Османско царство, Лос Анђелес 1932. у периоду од Велике депресијае и Москва 1980, као део бојкота предвођених Сједињеним Државама .

## Освајачи медаља
| Медаља | Олимпијац                                | Спорт         | Дисциплина                |
| ------ | ---------------------------------------- | ------------- | ------------------------- |
| Сребро | Севал Илаида Таран Јусуф Дикец           | Стрељаштво    | Ваздушни пиштољ 10 м Меш. |
| Бронза | Мете Газоз Берким Тумер Абдулах Илдирмис | Стреличарство | Мушки тим                 |

## Учесници по спортовима
| Спорт           | Мушкарци | Жене | Укупно |
| --------------- | -------- | ---- | ------ |
| Атлетика        | 10       | 6    | 16     |
| Бициклизам      | 1        | 0    | 1      |
| Бокс            | 2        | 5    | 7      |
| Бадминтон       | 0        | 1    | 1      |
| Веслање         | 0        | 1    | 1      |
| Гимнастика      | 5        | 0    | 5      |
| Дизање тегова   | 1        | 0    | 1      |
| Мачевање        | 1        | 1    | 2      |
| Модерни петобој | 1        | 1    | 2      |
| Одбојка         | 0        | 13   | 13     |
| Пливање         | 4        | 4    | 8      |
| Рвање           | 6        | 5    | 11     |
| Стрељаштво      | 3        | 4    | 7      |
| Стони тенис     | 0        | 1    | 1      |
| Стреличарство   | 3        | 1    | 4      |
| Теквондо        | 2        | 3    | 5      |
| Једрење         | 3        | 5    | 8      |
| Џудо            | 5        | 3    | 8      |
| 18 спортова     | 47       | 54   | 101    |